# Ковальчук, Анна Леонидовна
А́нна Леони́довна Ковальчу́к (род. 15 июня 1977, Нойштрелиц, Мекленбург — Передняя Померания) — российская актриса театра и кино, телеведущая; Народная артистка Российской Федерации (2020).

## Биография
Родилась 15 июня 1977 года в городе Нойштрелице (ГДР). Детство провела также в Ереване и Москве. Школьные годы прожила в Ленинграде. В школе хорошо давались точные науки, в особенности математика. Занималась гимнастикой, балетом, научилась играть на фортепиано и гитаре.
По окончании средней общеобразовательной школы № 601 Приморского района Санкт-Петербурга намеревалась поступать в Ленинградский политехнический институт на факультет кибернетики Но спустя некоторое время выбрала профессию актрисы и поступила в Ленинградский институт театра, музыки и кинематографии (курс Анатолия Шведерского).

Анна Ковальчук о себе: 
«О поступлении в театральный я ни на секунду не задумывалась. Была скромной, робкой девочкой без особых склонностей к актерству — наоборот, моему складу ума ближе казались физика, математика и прочие точные науки. Поэтому и готовилась к поступлению в Политех…»
Будучи студенткой, получила несколько небольших ролей в спектаклях Александринского театра.
Ещё студенткой попала в труппу Театра имени Ленсовета, где на неё обратил внимание режиссёр Геннадий Тростянецкий, искавший в то время молодую героиню для спектакля «Мнимый больной» по комедии Мольера. Премьера спектакля состоялась почти сразу же после того, как актриса получила диплом, и почти одновременно с её свадьбой. В труппе театра с 1998 года.

### Карьера в кино
Первая роль в кино Ковальчук состоялась в 1998 году — в лирико-комедийной притче «Любовь зла» режиссёра Владимира Зайкина.
Всеобщая популярность пришла после роли следователя Марии Швецовой в телевизионном сериале «Тайны следствия» (2001 год), благодаря которой актриса стала лауреатом приза «за воплощение образа положительного героя» на международном правовом кинофестивале «Закон и общество».
После съёмок первых серий телесериала «Тайны следствия» выяснилось, что актриса беременна. Сценарист Елена Топильская переписала в сценарии всё, что касалось личной жизни её главной героини. 26 октября 2000 года Ковальчук родила дочь Злату, и сцена родов и последующего кормления новорождённого ребёнка грудью была включена в одну из серий «Тайн следствия».
В 2005 году снялась в сериале «Мастер и Маргарита», экранизации знаменитого романа Михаила Булгакова. В создании образа Маргариты Анне Ковальчук помог «Дневник Мастера и Маргариты» (дневник Елены Булгаковой), который актрисе подарили перед съёмками в сериале.

## Семья
Отец — Леонид Иванович Ковальчук, бывший военнослужащий.
Мать — Наталья Фёдоровна Ковальчук, заведующая детским садом, дедушка — директор школы.
Старший брат — Павел Леонидович Ковальчук (род. 1973).
Единокровная сестра — Екатерина Ковальчук (род. 1993), российская актриса театра и кино.
Первый муж (1998—2005) — Анатолий Сергеевич Ильченко (род. 14 июня 1976), актёр. Познакомились во время поступления в ЛГИТМиК.
- Дочь — Злата Анатольевна Ильченко (род. 26 октября 2000)[2].

Второй муж (два года жили в гражданском браке, поженились 1 декабря 2007 года) — Олег Капустин, бизнесмен, предприниматель.
- Сын — Добрыня Олегович Капустин (род. 30 апреля 2010)[2].[источник не указан 697 дней]

## Награды
- звание «Народный артист Российской Федерации» (30 марта 2020) — за большие заслуги в области искусства[8].
- звание «Заслуженный артист Российской Федерации» (17 марта 2008) — за заслуги в области искусства[9].
- Приз «Лучшая женская роль» на кинофестивале «Бригантина» за фильм «Рифмуется с любовью» (2007)
- приз «За воплощение образа положительного героя» на международном правовом кинофестивале «Закон и общество» (за главную роль в телесериале «Тайны следствия»)[3].
- двукратная обладательница приза «За лучшую женскую роль в сериале» на фестивале «Виват кино России!» (за сериалы «Тайны следствия» и «Мастер и Маргарита»)[3].
- премия «Золотой софит» 2015 за лучшую женскую роль (Агафья Тихоновна в спектакле постановки Юрия Бутусова «Город. Женитьба. Гоголь»)[10].
- медаль «За содействие» Следственного комитета Российской Федерации (за ценный вклад в формирование подлинного образа ответственного и профессионального следователя в сериале «Тайны следствия»)[11].

## Творчество

### Роли в театре
- 1997 — «Король, дама, валет». Режиссёр: Владислав Пази — Эрика, горничная в гостинице[12].
- 2001 — «Каренин. Анна. Вронский» Льва Толстого. Режиссёр: Геннадий Тростянецкий — Анна Каренина[13]
- 2003 — «Кровать для троих» Милорада Павича. Режиссер Владимир Петров — Лилит[14].
- 2002 — «Фредерик, или Бульвар преступлений» Эрик-Эммануэль Шмитт. Режиссёр: Владислав Пази — Береника[15]
- 2004 — «Крошка». Режиссёр: Семён Стругачёв — Кристиана[16]
- 2005 — «Приглашение в замок» Жана Ануя. Режиссёр: Владислав Пази — Диана Мессершман[17]
- 2006 — «Мера за меру» Шекспира. Режиссёр: Василий Сенин — Изабелла[18]
- 2007 — «Night and Day» Биляна Срблянович. Режиссёр: Владимир Петров — Дада[19]
- 2009 — «Заповедник» Сергея Довлатова. Режиссёр: Василий Сенин — Таня[20]
- 2012 — «Я боюсь любви» Елены Исаевой. Режиссёр: Мария Романова — Аня[21]
- 2013 — «Все мы прекрасные люди» по Ивану Тургеневу. Режиссёр: Юрий Бутусов — Наталья Петровна[22]
- 2014 — «Мастер и Маргарита», мюзикл. Режиссёр: А. Носков — Гелла[23]
- 2014 — «Три сестры» по А. П. Чехову. Режиссёр: Юрий Бутусов — Наташа
- 2015 — «Город. Женитьба. Гоголь» по Н. В. Гоголю. Режиссёр: Юрий Бутусов — Агафья Тихоновна[24]
- 2019 — «Мёртвые души» по Н. В. Гоголю. Режиссёр: Роман Кочержевский — Коробочка

### Фильмография
| Год          |   | Название                          | Роль                                                      |
| ------------ | - | --------------------------------- | --------------------------------------------------------- |
| 1998         | ф | Любовь зла                        | принцесса                                                 |
| 2000 — н. в. | с | Тайны следствия                   | Мария Сергеевна Швецова                                   |
| 2003         | ф | Особенности национальной политики | телеведущая                                               |
| 2004         | с | Против течения                    | Анна                                                      |
| 2004         | с | Усадьба                           | Елена Николаевна Семёнова                                 |
| 2005         | с | Мастер и Маргарита                | Маргарита                                                 |
| 2006         | ф | Рифмуется с любовью               | Ольга Николаевна                                          |
| 2006         | ф | Час пик                           | Евгения Архипова                                          |
| 2008         | ф | Адмиралъ                          | Софья Фёдоровна Колчак, жена Колчака                      |
| 2008         | ф | Можно, я буду звать тебя мамой?   | Дарья Семёнова                                            |
| 2009         | ф | И была война                      | Елизавета Петровна                                        |
| 2009         | с | Личное дело капитана Рюмина       | Лиза Панина (Волкова), пациентка психиатрической больницы |
| 2009         | с | Адмиралъ                          | Софья Федоровна Колчак, жена Колчака                      |
| 2011         | с | Пётр Первый. Завещание            | княжна Анастасия Трубецкая-Кантемир, жена князя Кантемира |
| 2016         | ф | Ура! Каникулы!                    | Надежда Карелина                                          |
| 2018         | с | Годунов                           | Мария Старицкая, королева Ливонская                       |
| 2018         | с | Золушка                           | Главная фрейлина                                          |
| 2019         | с | Тайны следствия. Прошлый век      | Мария Сергеевна Перевалова                                |
| 2023         | с | Екатерина.Фавориты                | подруга и сподвижница императрицы Екатерина Дашкова       |

### Телевидение
- В 2009 году принимала участие в проекте «Танцы со звёздами» на телеканале «Россия-1» в паре с Германом Мажириным[25][26].
- С августа 2010 по август 2011 года Анна Ковальчук работала ведущей утренней программы «Субботник» на телеканале «Россия-1», после чего её сменила Татьяна Лазарева[27][28].
- С 2018 года читает детям, литературные и фольклорные сказки на телеканале «Спас» (в проекте «Тайны сказок с Анной Ковальчук»).
- В 2023 году участвовала в шоу «Последний герой», покинула проект на 2 день по собственному желанию.